# 169e Infanteriedivisie (Wehrmacht)
De 169e Infanteriedivisie (Duits: 169. Infanterie-Division) was een Duitse infanteriedivisie tijdens de Tweede Wereldoorlog. De divisie kwam kort in actie in de tweede fase van de veldtocht in Frankrijk. In 1941 werd de divisie verplaatst naar Lapland, kwam daar in actie rond Salla en verbleef vervolgens gedurende drie jaren in dezelfde stelling. Na de Duitse terugtocht uit Finland eind 1944, verbleef de divisie enkele maanden in Noorwegen, alvorens via Denemarken in maart 1945 aan het Oderfront te belanden. Hier beleefde de divisie het Sovjet eindoffensief.

## Geschiedenis

### Oprichting en training
De 169e Infanteriedivisie werd opgericht op 28 november 1939 in Offenbach am Main in Wehrkreis IX. De 169e Infanteriedivisie was een divisie van de 7e Aufstellungswelle. Deze Welle werd samengesteld eind 1939, toen de Wehrmacht zich voorbereidde op de Slag om Frankrijk. In deze 7e Welle-eenheden werden de antitankdetachementen ondersteund door een fietscompagnie. Ze waren bewapend met Duits materieel, in plaats van met het Tsjechoslowaakse materieel van de 5e en 6e Welle. De nieuwe divisie werd al op 10 december 1939 naar Oefenterrein Wildflecken verplaatst voor training. Tegen januari 1940 was de divisie op volledige sterkte nadat Feldersatz-Bataillone 9, 15 en 35 waren toegevoegd.

### Veldtocht in het Westen
De training duurde tot begin mei 1940 en de divisie werd daarop in reserve gelegd voor de veldtocht in het westen. De divisie lag bij Alzey tot en met tot en met 16 mei, vervolgens tot-20 mei naar Traben-Trarbach en ten slotte tot 28 mei naar Virton. In de 2e fase van de veldtocht werd niet meteen in actie gekomen, maar na een paar dagen rukte de divisie en maakte een draai  noordelijk van Verdun langs naar het oosten. De divisie nam Metz in op 18 juni 1940 en bleef in deze stad. Daarna bleef de divisie als bezettingsmacht in Oost-Frankrijk, in Meurthe-et-Moselle. In maart 1941 werd ze teruggeplaatst naar de Heimat, naar Thüringen. 

### Lapland

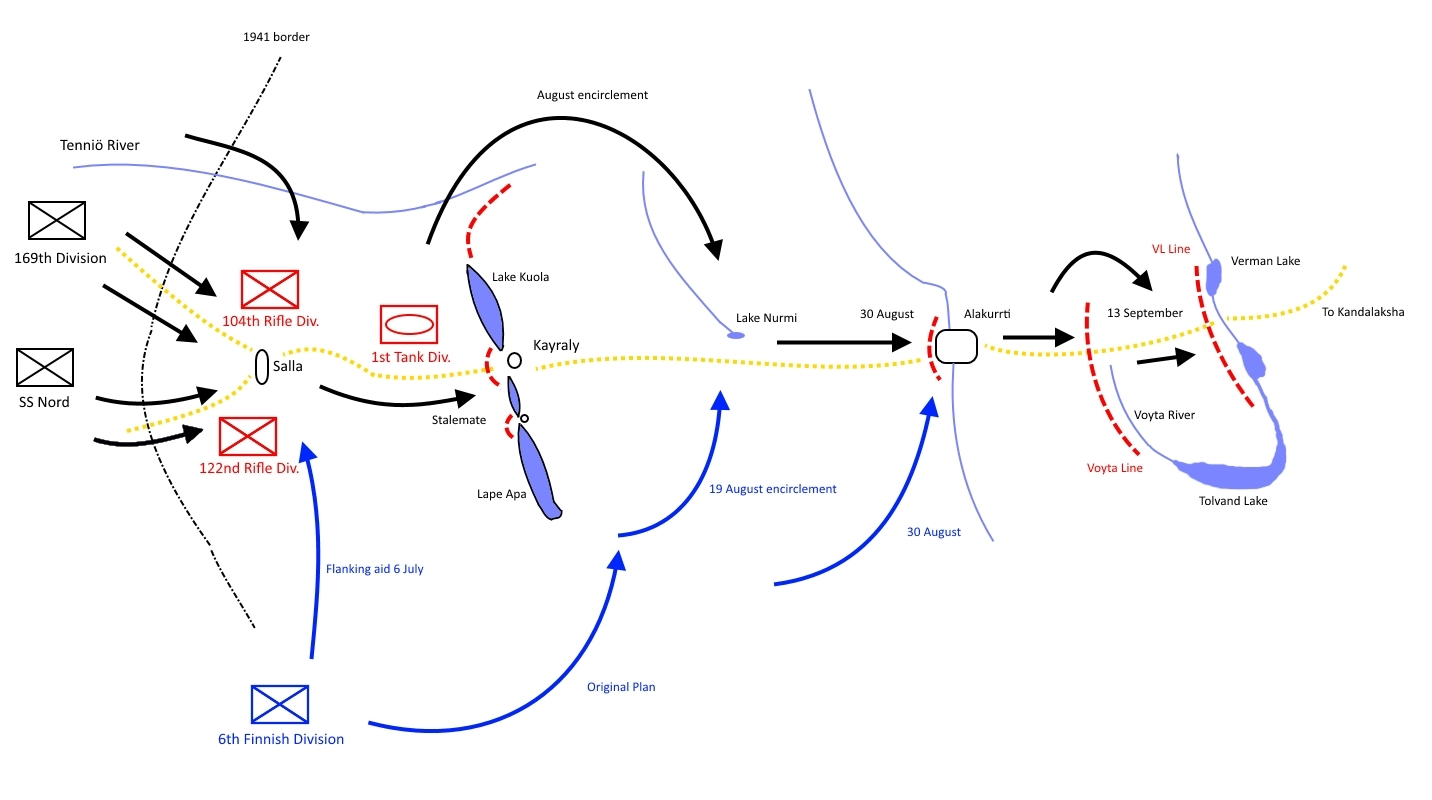
Opmars van het H.Kdo. in 1941

Eind mei werd de divisie verplaatst naar Stettin voor een transfer naar Finland, naar Rovaniemi als voorbereiding op de veldtocht tegen de Sovjet-Unie. Op 1 juli 1941 ging de divisie in aanval, samen opterkkend met de SS-Kampfgruppe "Nord" onder de codenaam Operatie Polarfuchs. De opdracht was het gebied Salla – Alakurtti te bereiken en vandaar uit bij Kandalaksja de Moermansk spoorlijn te onderbreken. Het eerste doel was Salla, dat echter pas op 8 juli ingenomen kon worden. Vervolgens werd doorgestoten en Kairala werd ingenomen, maar daarna liep de opmars vast. Daarna kwam met behulp van omtrekkende bewegingen de opmars weer op gang, maar liep moeizaam. Pas op 30 augustus stond de divisie voor Alakurtti, dat vervolgens ingenomen werd. Doorstotend naar het oosten kwamen de Duitsers vervolgens eerst vast te liggen voor de Voyta rivier en op 13 september kwam men uiteindelijk vast te liggen voor de Verman-linie. Dat was het einde van de opmars. Verder ging niet meer en de divisie ging over op een stellingenoorlog, maar had een zodanig lage gevechtskracht over dat het niet eens meer in staat was tot het uitvoeren van defensieve missies. Deze stellingenoorlog duurde bijna drie jaar, waarin de divisie nauwelijks tot grote gevechtshandelingen kwam.
Pas in de herfst van 1944 begon de strijd op te vlammen. De Sovjettroepen openden op 7 oktober 1944 het offensief en hierdoor werd de divisie gedwongen terug te trekken. Dit werd een onderdeel van Operatie Nordlicht, de algehele terugtocht van het Duitse 20e Bergleger uit Lapland en Noord-Noorwegen. Tijdens deze terugtocht moest de divisie tegen zowel Finse als Sovjet troepen vechten. De terugtocht liep via  Kemijärvi naar Rovaniemi. Vandaar trok het verder via Ivalo naar Noor-Noorwegen.

### Noorwegen
In Noorwegen was op 20 oktober 1944 de opdracht de zuidflank van het 19e Bergkorps te beschermen. Maar al snel moest worden uitgeweken onder druk van de Sovjets en deed dit langs de Noors-Finse grens. Deze terugtocht eindigde voorlopig in Lakselv. Daarna werd de divisie steeds iets verder naar het zuiden verplaatst. In december 1944 lag ze bij Narvik, in januari 1945 bij Mosjøen en tegen eind februari bij Oslo. Begin maart volgde een transport naar Denemarken.

### Laatste inzet rond Berlijn
In de laatste week van maart 1945 werd de divisie verplaatst naar het front aan de Oder tussen  Frankfurt an der Oder en Küstrin. Toen de Sovjets op 16 april 1945 hun eindoffensief bij Berlijn inzetten, kon de divisie de eerste twee dagen zijn stellingen redelijk houden. Maar daarna braken de Sovjets door. De divisie werd met de rest van het 9e Leger de Halbe pocket ingeduwd. Na de uitbraak hieruit, met grote verliezen, sloot de divisie zich aan bij het 12e Leger en week uit naar de Elbe.

### Einde
De 169e Infanteriedivisie gaf zich over aan US-troepen bij Tangermünde op 7 mei 1945.

## Commandanten
| Rang                                                                             | Naam                   | Begin             | Eind              |
| -------------------------------------------------------------------------------- | ---------------------- | ----------------- | ----------------- |
| Oberst                                                                           | Philipp Müller-Gebhard | 29 november 1939  | 1 december 1939   |
| Generalmajor                                                                     | Heinrich Kirchheim     | 1 december 1939   | 20 februari 1941  |
| Generalmajor                                                                     | Kurt Dittmar           | 20 februari 1941  | 29 september 1941 |
| Generalleutnant                                                                  | Hermann Tittel         | 29 september 1941 | 22 juni 1943      |
| Oberst vanaf 1 september 1943 Generalmajor vanaf 20 oktober 1944 Generalleutnant | Georg Radziej          | 22 juni 1943      | 7 mei 1945        |

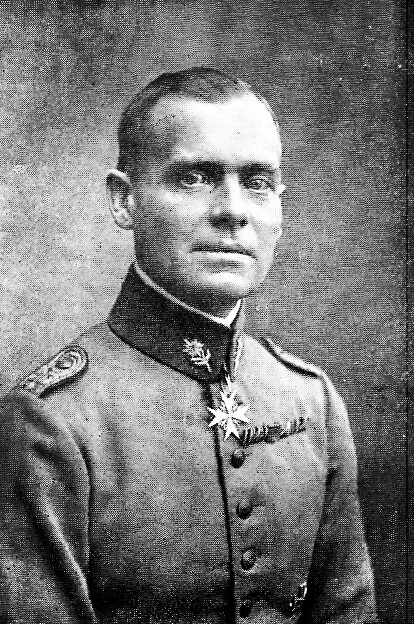
Heinrich Kirchheim (hier als Hauptmann in 1933)

Generalleutnant Tittel was m.d.F.b. (= mit der Führung beauftragt, vrij vertaald “met de leiding belast”) tijdelijk voor de zieke Generalmajor Dittmar op 29 september 1941 en nam het commande echt over op 11 oktober 1941.

## Bovenliggende bevelslagen
| Legerkorps               | Leger                     | Legergroep            | Plaats/regio       | Begin             | Eind              |
| ------------------------ | ------------------------- | --------------------- | ------------------ | ----------------- | ----------------- |
| Stellv.Gen.Kdo. IX       |                           | Wehrkreis IX          | Kassel, Darmstadt  | 29 november 1939  | 30 april 1940     |
| direct onder bevel       | 2. Armee/16. Armee        | OKH-reserve           |                    | 30 april 1940     | 30 mei 1940       |
| H.Kdo. z.b.V. XXXVI      | 16. Armee                 | Heeresgruppe A        | Virton, Verdun     | 12 juni 1940      | 18 juni 1940      |
| H.Kdo. z.b.V. XXXVI      | 16. Armee                 | Heeresgruppe C        | Metz               | 18 juni 1940      | 26 juni 1940      |
| H.Kdo. z.b.V. XXXI       | 16. Armee                 | Heeresgruppe B        | Metz               | 27 juni 1940      | 30 juni 1940      |
| H.Kdo. z.b.V. XXXVI      | 16. Armee                 | Heeresgruppe C        | Meurthe-et-Moselle | 1 juli 1940       | 12 juli 1940      |
| H.Kdo. z.b.V. XXXVI      | 1. Armee                  | Heeresgruppe C        | Meurthe-et-Moselle | 12 juli 1940      | 24 augustus 1940  |
| H.Kdo. z.b.V. XXXXV      | 1. Armee                  | Heeresgruppe C        | Meurthe-et-Moselle | 24 augustus 1940  | 11 september 1940 |
| 25e Legerkorps           | 1. Armee                  | Heeresgruppe C        | Meurthe-et-Moselle | 12 september 1940 | oktober 1940      |
| 25e Legerkorps           | 1. Armee                  | Heeresgruppe D        | Meurthe-et-Moselle | november 1940     | 10 december 1940  |
| H.Kdo. z.b.V. LX         | 1. Armee                  | Heeresgruppe D        | Meurthe-et-Moselle | 10 december 1940  | 15 februari 1941  |
| 47e Gemotoriseerde Korps | 11. Armee                 | OKH                   | Heimat             | 16 februari 1941  | mei 1941          |
| 47e Gemotoriseerde Korps | Panzergruppe 2            | Heeresgruppe C        | Heimat             | mei 1941          | 29 mei 1941       |
| H.Kdo. z.b.V. XXXVI      | Armee Norwegen            | OKH                   | Lapland            | 1 juni 1941       | 18 november 1941  |
| 36e Bergkorps            | Armee Norwegen            | OKH                   | Lapland            | 18 november 1941  | 14 januari 1942   |
| 36e Bergkorps            | Armee Lappland            | OKH                   | Lapland            | 14 januari 1942   | 22 juni 1942      |
| 36e Bergkorps            | 20. Gebirgs-Armee         | OKH                   | Lapland            | 22 juni 1942      | november 1944     |
| 36e Bergkorps            | 20. Gebirgs-Armee         | OKH                   | Noorwegen          | november 1944     | december 1944     |
| Armee-Abteilung Narvik   | 20. Gebirgs-Armee         | OKH                   | Noorwegen          | december 1944     | januari 1945      |
| 33e Legerkorps           | 20. Gebirgs-Armee         | OKW                   | Noorwegen          | januari 1945      | februari 1945     |
| 70e Legerkorps           | 20. Gebirgs-Armee         | OKW                   | Noorwegen          | maart 1945        | maart 1945        |
| ?                        | Wehrmachtsbef.h. Dänemark | OKW                   | Denemarken         | maart 1945        | april 1945        |
| XI SS Korps              | 9. Armee                  | Heeresgruppe Weichsel | Oder, Halbe        | eind maart 1945   | 7 mei 1945        |

## Samenstelling
- Infanterie-Regiment 378
- Infanterie-Regiment 379
- Infanterie-Regiment 392
- Artillerie-Regiment 230 (vier Abteilungen)
- Panzerjäger-Abteilung 230 (antitankbataljon)
- Fahrrad-Schwadron 169 (fietscompagnie)
- Pionier-Bataillon 230 (geniebataljon)
- Nachrichtenabteilung 230 (verbindingsbataljon)
- Nachschubstruppen 230 (bevoorradingstroepen)